# Odri (Nordmazedonien)
Odri (mazedonisch Одри, albanisch Odër) ist ein Dorf im Nordwesten Mazedoniens, etwa 40 km westlich von der Hauptstadt Skopje und 18 km nordöstlich von Tetovo sowie etwa 10 km vor der Grenze zu Kosovo. Das Dorf Odri umfasste bei der 2002 durchgeführten Volkszählung 1.739 Einwohner.